# せむしの仔馬

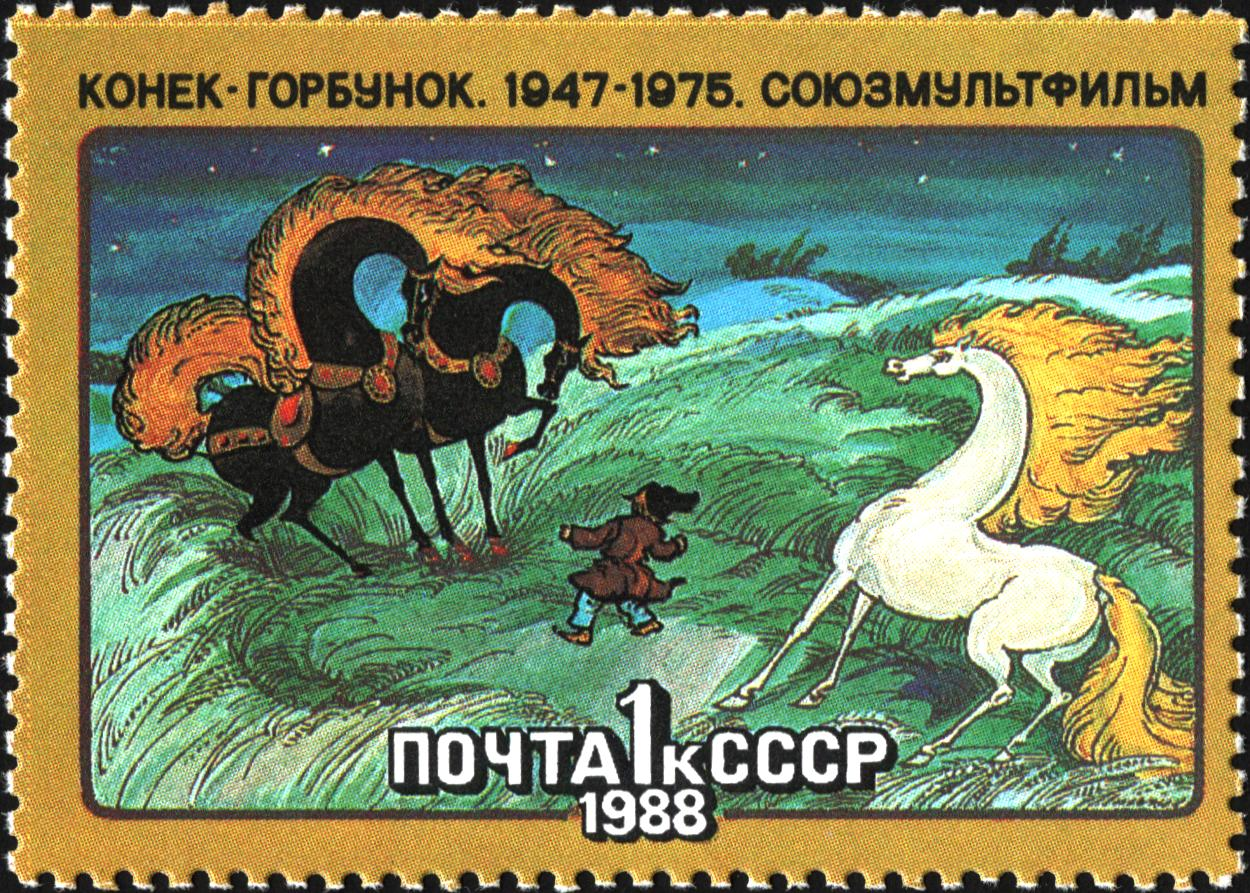
『イワンと仔馬』（1947年）
イワン・イワノフ・ワノ監督、ソユーズムリトフィルム

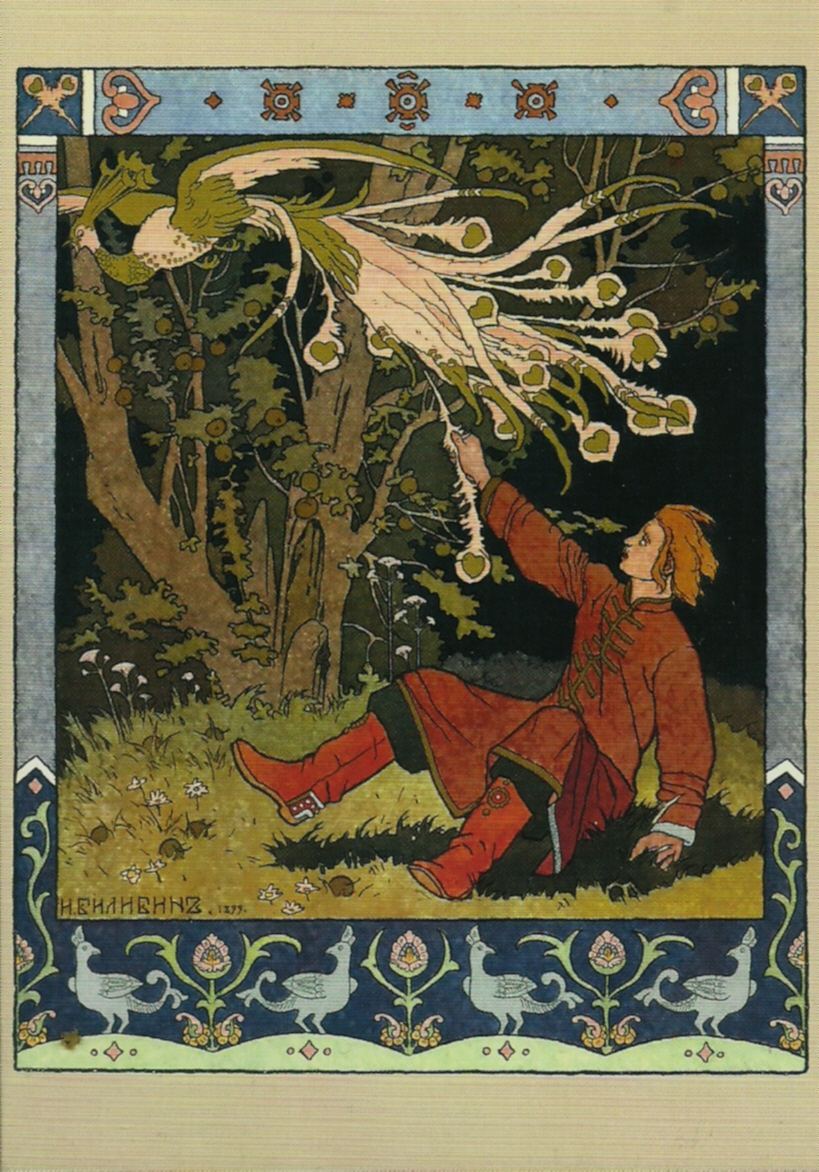
イヴァン・ヤコヴレーヴィチ・ビリビン『火の鳥』（1899年）

『せむしの仔馬』（せむしのこうま、ロシア語: Конёк-горбунок）または『せむしの小馬』は、ロシアの童話。ロシア語の Конёк とは、ポニーのことで、「子馬」は間違いである。作者はロシアの詩人ピョートル・パーヴロウィチ・エルショーフ（1815年 – 1869年）で、1834年、サンクトペテルブルク大学在学中の作品。ロシアの昔話『金色の馬』や『火の鳥』そして『イワンの馬鹿』などを巧みな構成でまとめている。
ロシア（ソ連）では19世紀から20世紀にかけて幾度かバレエ化、アニメ化されている。

## あらすじ
山と森に囲まれた小さな村に、イワンという農家の少年（働き者の少年であることもあれば、うすのろでばか、まぬけという設定のときもある）が父親と2人の兄と一緒に暮らしていた。
村には夜になると金色の牝馬がやって来て、畑を荒らされて困っていた。イワンが金色の牝馬を捕まえると、自分を自由にしてくれればイワンのために3頭の馬を産んであげると言われ、2頭の立派な黒馬と、不思議な魔法の力を持っていて人間の言葉を話し、背中にこぶが2つある、耳が大きなせむしの仔馬（ポニー）をもらう。金色の牝馬は、2頭の黒馬は売っても構わないが、せむしの仔馬は後々までイワンを助けてくれるから決して手放してはいけないと言い残した。イワンはずる賢い兄たちの計略で2頭の黒馬を王様に売り、その代金は兄たちが家に持ち帰ったが、黒馬たちはイワン以外に従わず暴れるため、イワンは黒馬たちの世話係として、せむしの仔馬と一緒に城内に住むことになった。しかし、これを快く思わない性悪な家来が一人いた。
ある時、イワンは森の中に美しく光り輝く火の鳥 (Жар-птица) の羽根が落ちているのを見付ける。せむしの仔馬は、火の鳥の羽根は災いを招くので拾うべきではないとイワンに忠告するが、イワンは聞き入れずに拾って大切にしまい込む。やがて性悪な家来がイワンの持っている火の鳥の羽根を見付け、王様は家来にそそのかされて、イワンに火の鳥を捕まえて来るよう命じた。せむしの仔馬は、自分の忠告を無視して火の鳥の羽根を拾ったから災いが起きたのだとイワンを非難し、今後はさらに大きな災いが起きるかもしれないと警告しながらも、火の鳥を捕まえる方法をイワンに教え、火の鳥が現れる場所へイワンを連れて行く。イワンはせむしの仔馬の助けのおかげでどうにか火の鳥を捕まえ、以前にも増して王様から気に入られるが、性悪な家来はやはりこれを快く思わなかった。
しばらくの後、王様は再びこの家来にそそのかされて、今度は月の娘で太陽の妹と言われる美しい姫を城に連れてこいとイワンに命じた。困ったイワンは再びせむしの仔馬に相談し、今度も仔馬の助けのおかげで姫を城に連れてくることに成功する。王様は美しい姫をひと目で気に入り、結婚を申し込むが、姫の方は少しも王様を気に入った様子を見せず、彼女は結婚の条件として、海の底に沈んでいる自分の指輪を三日以内に取って来るよう王様に要求する。イワンはわがままな王様のせいでまたしても無理難題を押し付けられることになったが、様々な苦労の末に今度も仔馬の助けのおかげで指輪を取って来ることに成功する。
王様は再び姫に結婚を申し込むが、それでも姫は王様が醜い老人であることを理由に求婚を拒絶し、王様が立派な若者になれば結婚しても良いと告げる。姫が言うには、まず煮えくりかえったミルクの釜に入り、次に同じく煮えたぎる熱湯の釜に入り、最後に氷のように冷たい水の釜に入ると立派な若者になれるという。王様はまず実験台としてイワンに釜に飛び込むよう命じる。せむしの仔馬の魔法に助けられてイワンが釜に飛び込むと立派な若者になったが、続いて飛び込んだ王様は二度と釜から出て来ることはなかった。
美しい若者になったイワンと姫は結婚し、イワンは新しい王様になって、盛大な祝宴が行われた。もちろん、祝宴の場にはせむしの仔馬も同席していた。

## 版本
- エルショフ 『せむしのこうま』 井上満・加美長美津枝訳、国際出版、1949年。
- ピョートル・イェルショフ『せむしの子馬』《世界名作童話全集 3 》岸なみ編著、講談社、1950年。
- エルショーフ『せむしの小馬』《世界少年少女文学全集 18 》井上満訳、創元社、1953年。
- ピョートル・パーヴロウィチ・エルショーフ 『せむしの小馬』 網野菊訳、V・プレスニャコフ挿絵、岩波少年文庫、1957年。
- エルショーフ 『せむしの小馬』 稲田定雄著、角川書店、1978年。
- 『せむしの小馬』 《講談社の絵本 29 》 土家由岐雄文、アカボシリョウエ絵、講談社、1979年。
- 『せむしの子馬』 《オレンジ絵本名作シリーズ 11 》 原良子著、馬場恵美子絵、オレンジ‐ポコ、1985年。
- エルショーフ 『せむしの小馬』 舟崎克彦著、宇野亜喜良絵、文化出版局、1991年。
- エルショフ 『せむしの子馬』 《世界名作童話全集 27 》 阿貴良一編纂、ポプラ社、2000年。
- P. エルショフ 『せむしの小馬』 《RONSO fantasy collection》 田辺佐保子訳、論創社、2005年。
- ピョートル・エルショーフ 『イワンとふしぎなこうま』 浦　雅春訳、カバー画 ユーリー・ワスネツォフ、さし絵 ウラジーミル・プレスニャコフ　岩波少年文庫、2016年。

## 翻案

### バレエ
1864年、『せむしの仔馬』の題名でバレエ化された。作曲はチェーザレ・プーニ、振付はアルテュール・サン＝レオンによる。サンクトペテルブルク市のボリショイ・カーメンヌイ劇場で初演されている。
1955年、作曲家ロディオン・シチェドリンが新たにバレエ曲を作り、アレクサンドル・ラドゥンスキーの振付で、1960年、モスクワ市のボリショイ・バレエ団で上演された。

### 映画
1947年と1976年にはソ連で長編アニメ映画が製作された。
1947年版はイワン・イワノフ・ワノ総指揮、スネーシコーブロツカヤ、グローモフ監督、ソユーズムリトフィルム社の制作によるもので、邦題『せむしの子馬』（または『イワンと仔馬』）、日本での公開は東宝の配給で1949年3月25日（74分）。『キネマ旬報』のデータベースでの邦題は『せむしのこうま』であるが、1949年当時の『キネマ旬報』の記事には、邦題は『せむしの仔馬』と記載されている。
同作は、アメリカのフライシャー・スタジオ製作、パラマウント映画配給の『ガリバー旅行記』(1939年)に次いで、日本で二番目に公開された長編カラーアニメーション映画である。野口久光による『キネマ旬報』1949年5月下旬号の本作の批評では「『せむしの仔馬』は思いがけなくもソ連からはじめてもたらされた色彩漫画、しかもそれは堂々たる長篇物である。漫画映画といえば古くからアメリカの専売の如く思われ、事実そういつても間違いでないような状態であつたが、この映画をみると、ソ連の漫画映画が技術的にもアメリカにさほど劣らぬところまで行つているばかりでなく、美的な感覚においても独自の個性、民族的な色彩、特色を発揮していることが判り一驚した（原文ママ）」などと書いている。
1976年に、イワン・イワノフ・ワノ監督によりリメイクされた。ソ連の動画撮影所は製作にあたって、一コマ一コマ絵画のように美しい原画を描き、通常のアニメの三倍以上の量を使った。1976年5月に当時のソ連タシケント（現・ウズベキスタン）で開催された国際映画祭に岡田茂東映社長が志穂美悦子を連れて『新幹線大爆破』や「カラテ映画」の売り込みに行った際、逆にソ連側から売り込まれた本作に感激しすぐに買い付け、『世界名作童話 せむしの仔馬』(74分)というタイトルに改題し、1977年夏の東映まんがまつりに組み入れ、同年7月17日に『惑星ロボ ダンガードA対昆虫ロボット軍団』など6本との併映で公開した。この年の夏はアメリカ名作アニメ、スヌーピーやディズニーアニメも公開され、珍しくソ連のアニメが割り込んだと評された。文部省選定作品。
2021年、『マジック・ロード 空飛ぶ仔馬と天空の花嫁』の題名で映画化された。

#### 日本語吹替版スタッフ
- 翻訳：山田小枝子
- 調整：甲藤勇
- 録音スタジオ：東京テレビセンター
- 効果：南部光庸、大橋勝次
- 採譜：松田良雄
- 製作：カル・エンタープライズ 佐藤宣明
- 演出：高桑慎一郎(ザックプロモーション)

#### 声の出演（日本語吹替版）
- イワン： 太田淑子
- 王様、ナレーター：熊倉一雄
- 仔馬：丸山裕子
- 大臣：山田康雄
- 姫：平井道子
- 本を読む老人： 槐柳二
- 長男：阪脩
- 次男：峰恵研
- クジラ：伊藤素道
- 広瀬正志
- 小森明
- 高羽信介
- 二又一成
- 春口千春
- 田中一美
- 合唱：早稲田グリークラブ

#### 同時上映（日本語吹替版）
- 惑星ロボ ダンガードA対昆虫ロボット軍団（劇場用新作）
- キャンディ・キャンディ
- ドカベン 甲子園への道
- あらいぐまラスカル
- ジャッカー電撃隊
- 大鉄人17 空中戦艦

『キャンディ・キャンディ』が「まんがまつり」初登場、一方で、1971年春興行「東宝チャンピオンまつり」での『ムーミン』（第1作）以来、「まんがまつり」や「チャンピオンまつり」で上映された『世界名作劇場』作品（『フランダースの犬』は公開されず）はこれが最後となった。
なお1972年夏以来、少なくて5本、多い時は8本立てだった「まんがまつり」は、以後作品が少なくなり、4 - 5本立てが中心になる。

### 舞台
日本では劇団あとむにより『気のいいイワンと不思議な小馬』というタイトルで舞台化されている。